# محمود بيومي
الدكتور محمود بيومي أبو السعود (حوالي 1890 ـ 1938) هو جراح وأستاذ جامعي مصري، كان أستاذًا للجراحة بكلية طب قصر العيني. أسس قسم جراحة العظام بالكلية بمعاونة الدكتور محمد كامل حسين. هو والد الممثل السينمائي الراحل أحمد رمزي.

## دراسته وعمله

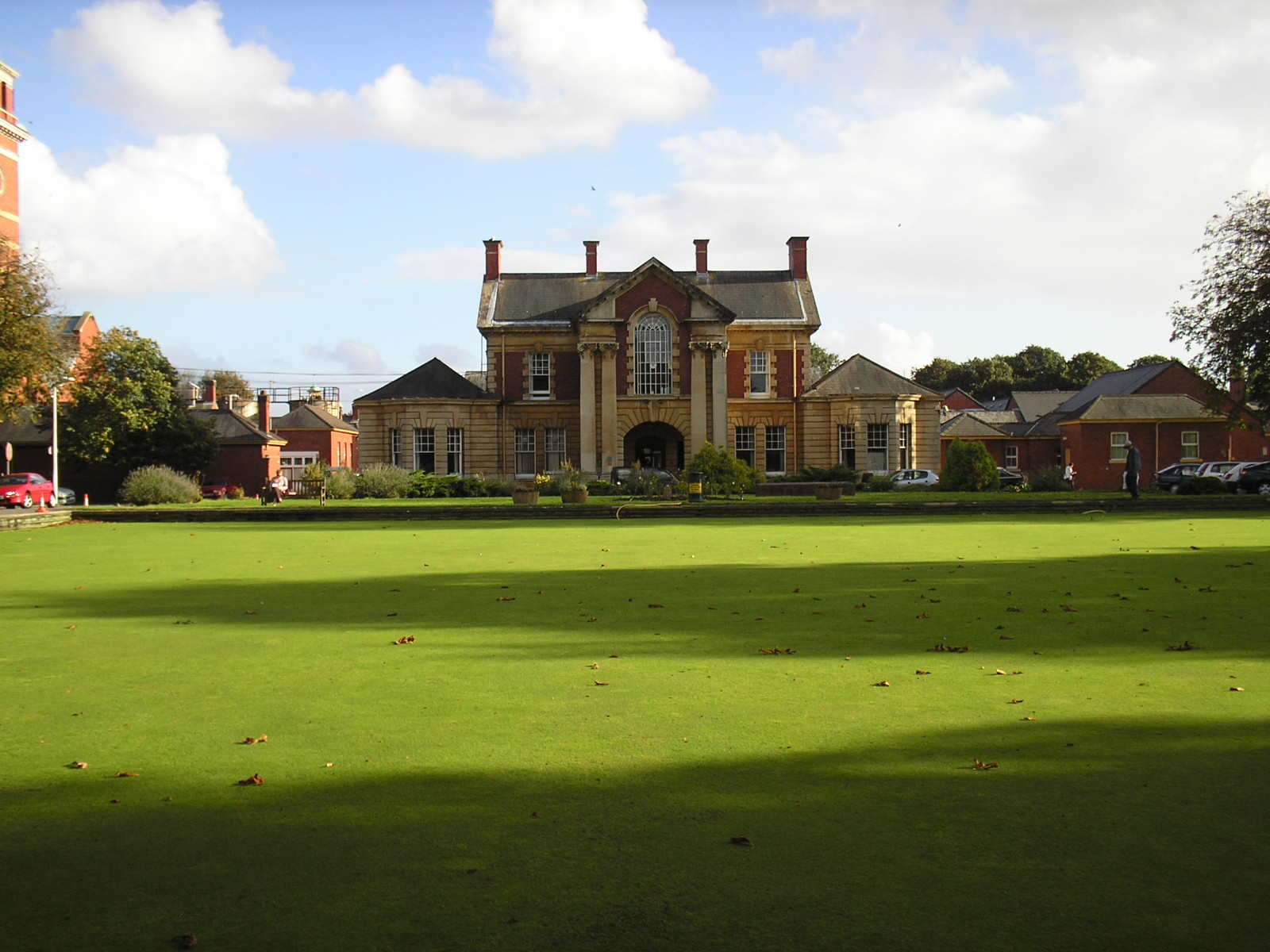
صورة حديثة لمبنى مستشفى كارديف الحربي، حيث عمل بيومي أثناء الحرب العالمية الثانية. تحول المبنى حاليًا إلى مستشفى للأمراض النفسية تحت اسم "مستشفى ويتشيرتش".

سافر محمود بيومي إلى إنجلترا لدراسة الطب، وهناك حصل على زمالة كلية الجراحين الملكية وشارك ـ كجراح مدني متعاقد ـ في علاج مصابي الحرب العالمية الأولى في أحد المستشفيات العسكرية بمدينة كارديف (Welsh Metropolitan War Hospital)، حيث عمل ـ مع جراح مدني برتغالي ـ مساعدًا لاثنين من الجراحين البريطانيين، وكان مسؤولًا عن جناحين بالمستشفى سعة الواحد منهما خمسون مريضًا. وقد وصفه لاحقًا جراح العظام الأمريكي وينيت أور (1877 ـ 1956) ـ الذي عمل سنة 1917 في ذات المستشفى العسكري ـ بالتميز في عمله،
بعد عودة بيومي إلى مصر، عُين بالجامعة المصرية أستاذًا للجراحة بكلية طب قصر العيني، وفي سنة 1938 أسس قسم جراحة العظام بكلية طب قصر العيني بمساعدة الدكتور محمد كامل حسين، ليكون أول قسم لجراحة العظام في مصر والعالم العربي.
لم يكن هذا هو إنجازه الوحيد في سنة 1938، التي شهدت وفاته، إذ انتخبته مجلس كلية الجراحين الملكية بإنجلترا زميلًا دون امتحان في جلسته التي عُقدت يوم في 7 أبريل 1938، وذلك بعد أن أمضى أكثر من عشرين عامًا عضوًا بالكلية.

## أسرته
في أكتوبر 1915 تزوج بيومي في لندن من سيدة اسكتلندية هي هيلين مكاي (بالإنجليزية: Helen Mackay)‏، كان قد عرفها أثناء دراسته في إنجلترا، وقد غيرت هيلين اسمها لاحقًا إلى هدى، وعملت ـ عقب وفاته ـ مشرفة على طالبات كلية الطب، اللاتي كن يعرفنها باسم «مسز بيومي». أنجب بيومي منها ابناءه حسن وعمر ورمزي. درس حسن الطب كأبيه واستكمل دراسته العليا بإنجلترا ثم استقر بها، والتحق رمزي ـ الذي كان يصغر حسن بنحو عشر سنوات ـ بكلية الطب لثلاث سنوات ثم حول مساره إلى كلية التجارة، ثم صار ممثلًا سينمائيًا وعُرف باسمه الفني «أحمد رمزي»، أما عمر فقد توفي طفلًا.

## وفاته
استطاع بيومي أن يدخر من عمله بالطب ثروة طائلة ـ بمقاييس تلك الأيام ـ وصلت إلى 60 ألف جنيه، لكنه ضارب بهذا المبلغ في البورصة إبان الأزمة الاقتصادية في الثلاثينيات، حتى وصل رصيده إلى 250 ألف جنيه، غير أن الأسهم هبطت هبوطًا حادًا فأفلس تمامًا، ومات من جراء سكتة قلبية سنة 1938، وكان رصيده في البنك لا يزيد على جنيهين.
بعد وفاته، وصفه جراح العظام الإنجليزي أرنولد هنري ـ الذي كان أستاذًا للجراحة الإكلينيكية بالجامعة المصرية وشارك بيومي نشر بحث في المجلة البريطانية للجراحة سنة 1934 ـ بأنه «تلميذ مخلص للسير روبرت جونز، ورائد من رواد التفكير السليم في مجال جراحة العظام في مصر».